# Ираклий Сансский
Ираклий (Гераклий; фр. Héracle, Héracle Ier, Eracle; умер около 515 или 520) — святой епископ Санса с 487 года. Дни памяти — 8 июня и 9 июля.
Святой Ираклий был четырнадцатым епископом Санса. Он занимал кафедру с 487 года примерно до 515 или 520 года. При нём около 515 года был основан монастырь Святого Иоанна (Saint-Jean-lès-Sens), что в Сансе. Друг святого Ремигия, Ираклий участвовал в крещении короля франков Хлодвига I в соборе в Реймсе.
Был погребён в базилике Святого Савиниана. Затем мощи святого были перенесены в собор Святого Стефана.